# Városháza (Makó)

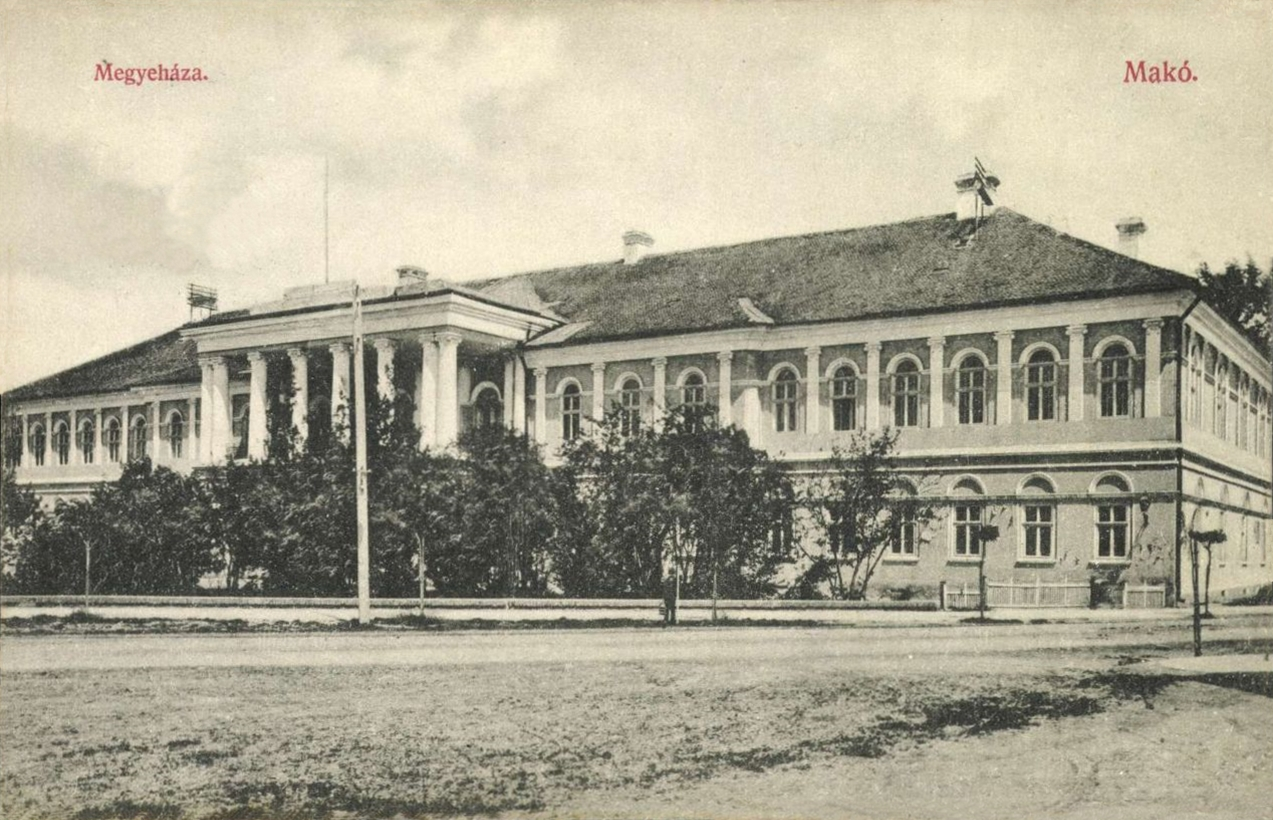
A városháza régen

A makói városháza a város egyik legszebb klasszicista épülete, Makó közigazgatási központja 1990 óta, 1950 előtt Csanád vármegye székhelye.
Az épület első változata 1780-ban épült Vertics József földmérő tervei alapján. Giba Antal, a város jeles mérnöke a 18. századi épület felhasználásával, az alapfalak megerősítésével alakította ki az "új" megyeházat 1839-ben.
A középrizalitot megtartotta, s a szimmetrikus szerkezetnek megfelelően az északi irányban tovább bővítette. A 44 méteres utcafrontot meghagyta kiugró falsíknak, az épületet főhomlokzatát pedig 76 méteresre növelte. A középső része elé 18 méteres, hat zömök pilléren nyugvó 5,5 méter mély portikuszt, vagyis főhomlokzat előtti nyílt oszlopcsarnokot helyezett, melynek emeleti traktusára kilátót (vesztibült) tervezett. A kilátó két szélén iker, ezek között szóló ion fejes oszlop látható. Ezekre erős tagolású főpárkányzat támaszkodik, amelyet 1906-tól nagyméretű timpanon koronáz. A városi címert színes-mázas terrakotta stílusban 2000. május 7-én, városnapon helyezték el a timpanonon. Ugyanekkor került föl az épület tetejére a városi zászló is. Vízszintesen az egész épület homlokzatát kettős vonalú övpárkány osztja meg, azt fölül erőteljes koronázópárkány zárja. A homlokzat emeleti része díszesebb. Itt az ablakok közötti faltükröt ionfejes lizénák törik meg. A földszinti tengelytagozódás azonos az emeletivel, de itt a fal tükrét lizénák nem tagolják. Az udvari homlokzat nyitott, boltíves árkádsora nyugodtságot és erőt kölcsönöz az épületnek. 1929-ben Tarnay Ivor alispán háromszintes szárnyépülettel bővítette.
A városháza falán 1999-ben felavatott emléktábla található, a város újratelepülésének 300. évfordulója előtt tisztelegve.
Az épület kulturális és szellemi emlékek sokaságát is őrzi évszázados falai között: Szekeres István grafikus Makói triptichon című műalkotását (a város címeréből, a makói hagyma első ábrázolásából és Csanád vármegye címeréből álló hármaskép) a városháza nagytermében helyezték el. Eötvös József szintén a Városházán mondta el 1869-ben a kiegyezést védő beszédjét. Földszintjén található a Városháza Galéria, ami a művésztelep résztvevőinek munkáját, vagy helyi művészek festményeit mutatja be. A hagyomány Tornyai János és Endre Béla gyűjteményeinek kiállításával kezdődött.
A városháza előtti virágos téren állnak Návay Lajos szobrának mellékalakjai, valamint Kallós Ede monumentális Kossuth Lajos-szobra. Az épület oldalkertjében található Hollósy Kornélia makói szobra. A városháza udvarától jobbra áll a bíróság épülete.
Az épület műemléki védettséget élvez; törzsszáma a műemlékjegyzékben 2739.

## Kulturális szerepe
- A később Makón élő énekesnő, Hollósy Kornélia 1863. szeptember 13-án az aszály károsultak megsegítésére jótékonysági hangversenyt adott.
- A csecsemőhalandóság csökkentését és a nemzet számbeli erősbítését célul kitűző Országos Stefánia Szövetség makói szervezete az akkori Vármegyeházában tartotta 1925 és 1930 között jótékonysági hangversenyeit. A fellépők között olyan neveket találunk, mint Anday Piroska, Basilides Mária, Dohnányi Ernő, Fischer Annie, Jeanne-Marie Darré, Marschalkó Rózsi, Sándor Erzsi, Székelyhidy Ferenc, Telmányi Emil és Vécsey Ferenc.
- 1929. április 5-én Bartók Béla adott itt koncertet a makóiaknak.
- A József Attila Irodalmi és Művészeti Társaság 1947-től az épületben tartotta rendezvényeit.
- 2001. május 3. óta az épület aulájában működik a Városház Galéria. Évente átlagosan 12 alkalommal nyílnak - elsősorban helyi, valamint elszármazott alkotó képzőművészek és csoportok - egyéni és csoportos kiállításai, de itt tekinthető meg a Makó és Térsége Ifjúsági Művésztelep záró kiállítása is.
- 2008 őszén a Városháza földszintjén állították ki a Fátyol Misi-szoborpályázatra beérkezett alkotásokat.[1]